# Napoleone Alberti

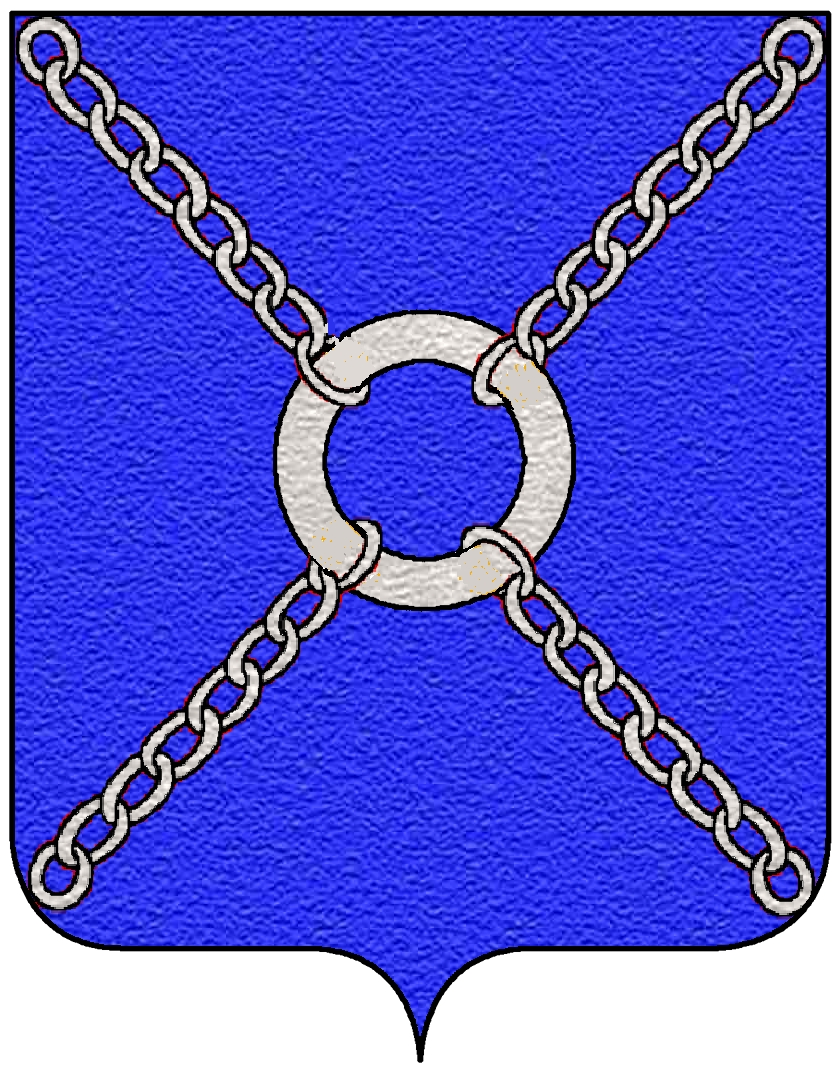
Stemma degli Alberti

Napoleone Alberti (... – XIII secolo) fu membro della famiglia dei Conti Alberti, vissuto nella seconda metà del XIII secolo.

## Biografia
Figlio del conte Alberto V degli Alberti, probabilmente era il primogenito e abbracciò la causa ghibellina, a differenza del fratello Alessandro che era guelfo.
Per ragioni politiche e di interesse (Napoleone ereditò circa un quinto di quello destinato a Alessandro per disposizione paterna) i due si fecero una strenua guerra, effimeramente sopita dalla pace del Cardinale Latino Malabranca Orsini del 1280 dei quali furono tra i firmatari.
Essi dovettero giungere a uno scontro fratricida tra il 1282 e il 1286. Dante li collocò all'Inferno tra i traditori dei parenti (Caina) quali esempi di anime tali che non ce n'era di più degna più d'esser fitta in gelatina (Inf. XXXII, 55,60).